# Bernstein (Wunsiedel)
Bernstein ist ein Gemeindeteil der Kreisstadt Wunsiedel im Landkreis Wunsiedel im Fichtelgebirge (Oberfranken,  Bayern).

## Geographie und Verkehrsanbindung
Das Pfarrdorf liegt sechs Kilometer nordöstlich der Kernstadt Wunsiedel an der Staatsstraße 2180, in die von Süden die Staatsstraße 2965 einmündet. Östlich des Ortes verläuft die Bundesautobahn 93. Nördlich und östlich fließt der Göpfersbach.

## Geschichte
Bernstein liegt an einer historischen Fernhandelsstraße von Franken in den böhmischen Raum. 1221 wurde der Urkundenzeuge „Albertus de Bernstein“ genannt, 1389 erschienen die „Rorer zum Pernstein“. Zur Gründungsgeschichte zählt noch die Anwesenheit mehrerer freier Familien, namentlich die Forchaimer, Gelnitz, Schwantner, Steinreuter, Uttenhofer und Zembsch. Elisabeth Jäger spricht daher von einer Freimannensiedlung. In späteren Jahrhunderten waren dann die von Sparneck als Senioratslehen vertreten, die von den Reitzenstein auf Reuth beerbt wurden. Das heutige Ortswappen bezieht sich auf die Familien Rorer und Sparneck. 1818 wurde die politische Gemeinde Bernstein gegründet, 1978 erfolgte die Eingemeindung nach Wunsiedel.

## Sehenswürdigkeiten
- Evangelisch-lutherische Pfarrkirche St. Jakob
- Alte Grabsteine aus Wunsiedler Marmor
- In der Dorfmitte der Freibauernbrunnen, ein Granitbrunnen[3]
- Ehemaliges Schlossgebäude (siehe Schloss Bernstein)

In der Liste der Baudenkmäler in Wunsiedel sind für Bernstein neun Baudenkmäler aufgeführt.

## Persönlichkeiten
- Georg Brunner (1869–unbekannt), Theologe, Stadtvikar und Religionslehrer